# Кирха Арнау
Ки́рха Арна́у (нем. Arnau) — расположенная в посёлке Родники Гурьевского городского округа Калининградской области церковь (сначала католическая, позднее лютеранская), памятник истории и архитектуры (готика). С 2010 года храм прихода в честь святой великомученицы Екатерины Калининградской епархии Русской Православной Церкви (Московский Патриархат).
Кирха расположена в посёлке Родники примерно в шести километрах к востоку от Калининграда, неподалёку от правого берега Преголи, рядом с автодорогой А229 Калининград-Черняховск-Чернышевское (литовская граница).
Кирха в соответствии с Постановлением Правительства Калининградской области от 24 декабря 2009 года № 799 поставлена на государственный учёт, как объект культурного наследия регионального значения, находящийся на территории муниципального образования «Низовское сельское поселение» Гурьевского муниципального района.
В объект культурного наследия Комплекс кирхи Святой Катарины входят, помимо самого здания церкви, приходская школа, дом пасторских вдов и близлежащая могила Т. фон Шѐна.

## История
Орденская кирха Арнау — одно из древнейших церковных зданий на территории Калининградской области. Она была основана в 1364 году. Рядом с кирхой находится место упокоения обер-президента Восточной и Западной Пруссии, защитника свободы просвещения и печати, Теодора фон Шёна, который благоустроил её окрестности.
В начале XX века предместье Арнау (ранее в советское время - административно было разделено на два населённых пункта — Марьино и Родники, в данный момент (по состоянию на 1 июня 2012 года - является единым населённым пунктом - посёлком Родники) стало популярным местом воскресного отдыха кёнигсбержцев. В Арнау приезжали не только по дороге, но и по реке Преголе на байдарках и парусных лодках. Между Кёнисгбергом и Арнау даже курсировал небольшой пассажирский пароход. Главной достопримечательностью Арнау была кирха.
В результате боевых действий в 1945 г. кирха была повреждена: разрушена верхняя часть башни и юго-восточная часть хора. Полностью утрачено внутреннее убранство интерьеров. С 1960 г. здание использовалось под зернохранилище.
Реставрация велась сначала за счёт средств немецкого культурного общества «Кураториум Арнау», в 90-е годы на эти средства был разработан проект реставрации, началась реставрация здания. Затем на реставрацию кирхи выделялись средства из областного (2,2 млн рублей) и федерального бюджета, сначала Минкульт РФ в 1999 году включил кирху в федеральную целевую программу «Культура России», затем объект вошёл в инвестиционную программу развития Калининградской области. Были восстановлены колокольня, кровля, начались исследования фресок.
В 2008 году кирха была передана Калининградскому историко-художественному музею (8 июля в кирхе открылась экспозиция), однако 11 мая 2010 года здание было передано в пользование Калининградской епархии Русской Православной Церкви. Был образован приход в честь великомученицы Екатерины.
С этого момента здесь регулярно совершаются водосвятные молебны и таинство крещения. 3 октября 2010 года приход посетил предстоятель Русской Православной Церкви Патриарх Кирилл. В конце сентября 2010 года, перед визитом патриарха, экспозиция музея была разобрана. 30 мая 2019 года Священный Синод РПЦ вынес постановление об открытии в Родниках женского монастыря во имя святой великомученицы Екатерины и назначении на должность его игумении монахини Феодосии (Изгину).

## Конфликт вокруг кирхи
После передачи кирхи Арнау в пользование РПЦ образовалась группа общественности, которая выступила с осуждением этого шага. Эта группа общественных деятелей Калининградской области выступала впоследствии резко против факта передачи бывших лютеранских храмов, находящихся на территории Калининградской области, в собственность РПЦ. В отношении кирхи Арнау наибольшую активность проявляет член Правления Калининградской ассоциации экскурсоводов и гидов-переводчиков Рыжков Владимир Александрович.
Эти протесты не повлияли на ситуацию и 28 октября 2010 года депутаты Калининградской Думы приняли решение о передаче в собственность Калининградской епархии Русской Православной Церкви кирхи Арнау.
Сейчас кирха является действующим приходом Калининградской епархии Русской православной церкви. По словам и. о. настоятеля храма св. Екатерины, находящегося в кирхе Арнау, священника Сергия Василевского, в храме еженедельно по субботам проходят богослужения: «В среднем около 10-20 прихожан посещают службы, кроме того, мы проводим здесь обряды крещения».
В 6 декабря 2010 года против передачи РПЦ кирхи Арнау выступило руководство немецкого общества «Кураториум Арнау», вложившее в реконструкцию здания 320 тыс. евро. Председатель общества Вальтер Рикс заявил, что передача здания произошла без предупреждения. Данное заявление произошло под влиянием противников передачи кирхи РПЦ, которые использовали факт демонтажа деревянных конструкций внутри кирхи, препятствовавших её использованию в качестве храма, в качестве угрозы состоянию фресок.

## Средневековые фрески
Уникальность кирхи заключается в том, что в ней сохранялось большое количество подлинных средневековых фресок (первоначально их было 119 ,  (недоступная ссылка)). Фрески относятся к XIV веку. В 1868 г. их обнаружил под слоем побелки доктор Хипплер. Они были раскрыты только в 1908—1911 г. в ходе первой комплексной реставрации кирхи.
Осенью 2011 года служба эксплуатации Калининградской епархии провела анализ имеющейся проектной документации по кирхе. По результатам этого анализа было принято решение пригласить специалистов-реставраторов из Ольштына (польскую реставрационную фирму STIUK) к разработке комплексной программы реставрации кирхи Арнау. На основании рекомендаций польских реставраторов приходом были выполнены срочные работы: вскрыт асфальт по периметру кирхи, укрыты контрфорсы, установлена временная водосточная система. С целью контроля состояния фресок, а также анализа температурно-влажностного режима внутри кирхи были установлены датчики-измерители.
В марте 2012 года польские реставраторы в присутствии представителей СМИ в кирхе Арнау провели презентацию своей программы. Основная логика программы основывается на методике медленного осушения стен, внешней реставрации, а затем реставрации фресок. Выяснилось также, что при проведении реставрационных работ в кирхе в 90-е и 2000-е годы было допущено множество грубых нарушений, которые необходимо исправить.
В апреле 2012 года председатель немецкого общества «Кураториум Арнау» Вальтер Рикс заявил, что удовлетворён проведёнными подготовительными работами на кирхе и сообщил о решении общества начать сотрудничество с РПЦ. Однако в августе 2014 года стало известно, что в результате реставрационных работ, проведённых на средства федерального бюджета силами компании «Мироздание», фрески были покрыты нитроэмалью, что привело к их уничтожению. Существует мнение, что сделано это было намеренно. По заявлению главы Службы охраны памятников Калининградской области Ларисы Копцевой, осмотревшей совместно с вице-губернатором области Александром Рольбиновым здание кирхи, фрески не были уничтожены: «По факту компания отремонтировала штукатурку, под которой находятся забелённые фрески. Что касается фресок, то они остались в прежнем состоянии. Мы их даже сфотографировали. По крайней мере, они не повреждены».